# Yusuke Watanuki
Yusuke Watanuki (ur. 20 maja 1990 w Saitamie) – japoński tenisista. Jego młodszy brat Yosuke również jest zawodowym tenisistą.

## Kariera tenisowa
W ciągu kariery zwyciężył w trzech turniejach rangi ITF.
W 2017 roku podczas Wimbledonu zadebiutował w rozgrywkach Wielkiego Szlema w grze mieszanej, startując w parze z Makoto Ninomiyą. Japońska para zakwalifikowała się do turnieju z listy rezerwowej i dotarła do drugiej rundy, ulegając parze Sania Mirza–Ivan Dodig.
W rankingu gry pojedynczej najwyżej był na 477. miejscu (29 września 2014), a w klasyfikacji gry podwójnej na 520. pozycji (12 czerwca 2017).
W sezonie 2017 rozegrał ostatnie spotkanie w profesjonalnej karierze.